# Heleioporus inornatus
Heleioporus inornatus és una espècie de granota que viu a Austràlia.